# Pleurocolpus boileaui
Pleurocolpus boileaui is een krabbensoort uit de familie van de Xanthidae. De wetenschappelijke naam van de soort is voor het eerst geldig gepubliceerd in 1995 door Crosnier.